# Cordilura intermedia
Cordilura intermedia är en tvåvingeart som först beskrevs av Charles Howard Curran 1927.  Cordilura intermedia ingår i släktet Cordilura och familjen kolvflugor. Inga underarter finns listade i Catalogue of Life.